# Гаджикашим
Гаджикаши́м — гірська вершина у східній частині Великого Кавказу. Знаходиться на півночі Азербайджану.